# Marchantia romanica
Marchantia romanica är en art av levermossor i släktet Marchantia och familjen Marchantiaceae. Den beskrevs först som Bucegia romanica av den rumänske bryologen Simeon Ştefan Radian 1903, men placerades 2016 i släktet Marchantia av en grupp forskare.

## Utbredning
Arten har en splittrad utbredning på det norra halvklotet. Den återfinns dels i östra och centrala Europa, dels i Arktis (Ryssland, Alaska, norra Kanada, Grönland och Svalbard). I Sverige är arten inte påträffad.